# 伊賀忍法帖
『伊賀忍法帖』（いがにんぽうちょう）は、日本の推理作家山田風太郎が著した長編伝奇小説、時代小説。『漫画サンデー』1964年4月号から8月号まで連載された。“忍法帖もの”の第11作にあたる。連載終了直後に同社から単行本化された。

## あらすじ
戦国の世に現れた謎の男・果心居士。様々な術を操り、その目撃・体験談が多く語られている存在だが、その彼が武将松永弾正のもとに呼び出された。弾正は三好義興の妻・右京太夫に恋心を抱いており、どうにかして彼女を手篭めにしようと企んでいたのだった。
果心が提案したのは「淫石」を作るという計画だった。「淫石」とはすなわちどんな女の心も蕩かすという催淫剤のこと。それは、女達を果心の配下である7人の忍法僧が強姦し、そこから得られる愛液を煮詰めることによって作られる。その計画のおぞましさに、居合わせた千宗易、柳生新左衛門は戦慄する。
計画は実行に移され、忍者僧たちは多くの女を捕らえ、陵辱し、淫石を作り始める。女たちは愛液を搾取され5人に1人は死に至り、生き残っても狂人になってしまうのだった。作業は順調に進められていったが、それはあまりの悲惨さに、命じた弾正さえもが辟易するような有様だった。
そこに捕らえられた女のひとりに伊賀忍者・笛吹城太郎の妻・篝火（かがりび）がいた。彼女は元遊女で、城太郎と共に駆け落ちした先から伊賀に帰る途中を襲われ、根来僧達の奇怪な忍法に城太郎を倒され拉致されてしまったのだ。篝火は忍法僧達に極上の素材として陵辱されかかるが、それを拒んで自害してしまう。篝火が自分が執心している右京太夫そっくりだったこともあって惜しんだ弾正は、忍法によって篝火（の顔を持つ女）をよみがえらせ、自分の寵妃としてしまう。
死んだと思われていた城太郎は一命をとりとめ、あてどなく篝火を探しはじめるが、そのもとに瀕死の女が「淫石」を入れた平蜘蛛の茶釜を携えやってくる。それは、忍法で篝火をよみがえらせる代償として殺され、篝火の記憶だけが残った女だった。その口から事の次第を聞いた城太郎は、7人の根来忍者僧と松永弾正への復讐を誓い、戦いを挑んでいく。

## 主な登場人物
笛吹城太郎（ふえふき じょうたろう）
本作の主人公。伊賀、鍔隠れの谷出身の忍者で、頭領の服部半蔵の甥。用務で訪れた先の色町で遊女の篝火と出会い、駆け落ちしてしまう。物語冒頭で根来忍者僧達に襲われた時は、篝火との間を認めてもらうために伊賀に帰る最中だった。
忍者としての才能ある身ではあるが、まだ常人の域。超人の域に達した敵の根来忍者僧達に、機転と執念で立ち向かっていく。
篝火（かがりび）
元堺の色町第一といわれた遊女で、城太郎にほれこんで出奔。城太郎との間を認めてもらうために忍法の修行にも耐え忍び、一緒に伊賀に赴く途中で根来忍者僧達の襲撃を受け、拉致されてしまう。
忍者僧達の陵辱を拒み自らの忍法で自害をはかるが、彼女が松永弾正が横慕いする主君の妻・右京太夫にそっくりだったことが、その後の物語を導くことになる。
右京太夫（うきょうだゆう）
松永弾正の主君、三好義興の妻。絶世の美姫と言われ、松永弾正が彼女に横慕いしたことが物語の発端となり、さらに篝火に生き写しだったことが彼女の運命を狂わせていく。
忍者の争いに巻き込まれた中を、城太郎に助けられ、一緒に過ごしていくことになるが…
果心居士（かしんこじ）
幾多の文献や講談に伝えられる正体不明の幻術師。山田風太郎の忍法帖シリーズでは他作品にも登場している半レギュラーであり、目的不明に暗躍する。この作品では、松永弾正の欲望を成就させるために配下の根来忍者僧「七天狗」を貸している。

### 根来忍者僧「七天狗」
いずれも総髪に僧形をした忍者で、全員が淫石を作るための術を心得る。薙刀などの普通の武術や忍者の技を使う他、それぞれ固有の超人の域に達する忍法の使い手でもある。
風天坊（ふうてんぼう）
武器の鎌をブーメランのように使う忍法「鎌がえし」や、自分の体そのものをブーメランのようにして宙を舞う「枯葉がえし」の忍法を持つ。
虚空坊（こくうぼう）
内面を鏡のようにした直径七尺近い巨大な傘を自在に使う、忍法「かくれ傘」の使い手。
羅刹坊（らせつぼう）
特殊な針と糸で手術することで、完全に切断された人体をも蘇生させる、忍法「壊れ甕」を使う。
金剛坊（こんごうぼう）
要に針を仕込んだ扇で、空中から時間差をつけて相手を襲う、忍法「天扇弓」を使う。
水呪坊（すいじゅぼう）
女性の経血に浸した紙を使う忍法「月水面」を得意とする。
空摩坊（くうまぼう）
破軍坊とともに忍法「火まんじ」を使う。
破軍坊（はぐんぼう）
空摩坊とともに忍法「火まんじ」を使う。

## 目録
1.  戦国のメフィストフェレス
2.  淫石
3.  伊賀めおと雛
4.  忍法僧
5.  無惨流れ星
6.  死霊告知
7.  一匹狼
8.  行者頭巾
9.  壊れ甕
10. 大仏炎上
11. 臈たき人
12. 漁火
13. 月は東に日は西に
14. 鐘が鳴るなり法隆寺
15. 大仏供養
16. 女郎蜘蛛
17. かくれ傘
18. 茶
19. 火の鳥
20. 柳生城楚歌
21. 果心火描図

## 映画
1982年12月18日に公開。配給は東映。『魔界転生』（1981年、東映）に続く、山田風太郎原作映画の第2弾。『汚れた英雄』との2本立てで上映され、配給収入15億2500万円を記録した。
制作前には「角川映画大型新人女優コンテスト」が開催され、本作でのヒロインデビューが優勝特典とされた。応募総数5万7480人の中から、九州地区代表の渡辺典子がグランプリに輝き、本作では新人ながら一人三役に挑んでいる。また、本作には出演しないが、コンテストの特別賞に選ばれた原田知世も芸能界にデビューした。
金剛坊役を演じたプロレスラーのストロング小林は、この役名が気に入り「ストロング金剛」に改名した。
製作費4億5000万円のうち、東大寺大仏殿に火が放たれるシーンには美術費1億5000万円が投入され、実物大の大仏の本編セットや琵琶湖畔に建てられた1/6セットなど、大規模な造形物が用意された。
忍者僧の使う忍術が異なっていたり、はては松永弾正が作中で死亡するなど、原作や史実にもよらない大胆な脚色がなされている。
角川映画は『伊賀忍法帖』『汚れた英雄』の劇場公開と同時にビデオ発売を行った。この世界でも例のないビデオ発売に対し、全興連は映画の劇場公開に悪い影響が出ると抗議したが、角川春樹はテレビ放映・ビデオ販売・関連商品など映画の2次使用・3次使用をも含めて考えていく必要があると反論した。キネマ旬報も、〔1983年〕現在、映画が映画館産業から映画産業に変化していく過程で、莫大な製作資金の回収方法と是認している。

### スタッフ
- 監督：斎藤光正
- 製作者：角川春樹
- 脚本：小川英
- 音楽：横田年昭
- 撮影：森田富士郎
- 美術：井川徳道、園田一佳
- 編集：市田勇
- 録音：橋本文雄
- 照明：増田悦章
- スクリプター：遠藤功成
- 助監督：吉原勲
- 技斗：菅原俊夫
- 衣装デザイン：コシノジュンコ
- アクションアドバイザー：千葉真一
- アクションセッティング：JACコマンド
- 大仏資料提供：東京国立博物館金工室
- 特撮監督：鈴木秀雄
  - 撮影：宮島正弘
  - 照明：岡本洋治
  - 助監督：平野勝司
  - 操演：白熊栄次、鳴海聡、香取康修
- プロデューサー：佐藤雅夫、豊島泉

### キャスト
- 笛吹城太郎：真田広之
- 篝火：渡辺典子（鬼火・右京太夫の三役）
- 柳生新左衛門：千葉真一
- 服部半蔵：田中浩
- 松永弾正：中尾彬
- 果心居士：成田三樹夫
- 漁火：美保純
- 羅刹坊（千鳥）：風祭ゆき　 - 根来忍法僧五人組の頭目。男の時は編笠をかぶり錫杖を使い、鎌をブーメランのように用いる。女の時は色香で惑わす。勘が鋭いと言われている。
- 金剛坊：ストロング小林 - 怪力の巨漢。
- 水呪坊：佐藤蛾次郎 - 口から吐く黄色の粘液で相手の顔面を覆い、窒息させる。
- 破軍坊：浜田晃  - 盲目。拳にした指の間から針を出現させて射出する術を持つ。見開いた目からも小針を飛ばすことができる。
- 虚空坊：福本清三　- 死者を蘇らす事ができる。何度も生き返った水呪坊からは「お医者様さま」と呼ばれた。
- 三好義興：松橋登
- その他：かわいのどか、笹木俊志、小島三児、峰蘭太郎、中東吉次 、星野美恵子、美松艶子、玉野玲子、疋田泰盛、宮城幸生、小坂和之、森源太郎、大月正太郎、渡辺実

### 主題歌
愚かしくも愛おしく
作詞：阿木燿子　作曲：宇崎竜童　編曲：朝川朋之　歌：宇崎竜童

## 漫画
『週刊コミックバンチ』で2004年24号から2005年21号にかけてシリーズ連載。脚本：呉屋真、画：草壁ひろあき。